# توسع أوعية غار المعدة
توسع أوعية غار المعدة (بالإنجليزية: Gastric antral vascular ectasia)‏ هو سبب غير شائع للنزف الهضمي وفقر الدم بعوز الحديد. ترتبط الحالة بتوسع الأوعية الدموية الصغيرة في الغار أو الجزء الأخير من المعدة. تؤدي الأوعية المتوسعة إلى نزف هضمي. ويطلق على هذه الحالة أيضاً المعدة البطيخية لأن المناطق الحمراء الطولية المخططة التي توجد في المعدة قد تشبه علامات البطيخ.

## تاريخ المرض
تم اكتشاف هذه الحالة لأول مرة عام 1952، وتم تسجيلها عام 1953. شُخصت المعدة البطيخية لأول مرة بواسطة ويلر وآخرون، عام 1979. ووصفت بشكل نهائي عند أربعة مرضى أحياء من قبل جاباري وآخرون، عام 1984. حتى عام 2011، لا يزال سبب وآلية المرض غير معروفة. ومع ذلك، هناك عدة فرضيات تذكر أسباب مختلفة.

## الأعراض والعلامات
معظم المرضى الذين شُخصت لهم المعدة البطيخية يراجعون الطبيب بشكوى فقر الدم. في بعض الأحيان، قد يراجعون الطبيب بشكوى وجود دم في البراز [إما براز أسود (البراز الأسود أو القطراني) و/أو تغوط دموي (براز دموي أحمر)].

## الأسباب
- في الأدب الطبي، من عام 1953 حتى عام 2010، كثيراً ما ذكر أن سبب توسع أوعية غار المعدة غير معروف.[4][6][7] كذلك لم تثبت العلاقة السببية بين تشمع الكبد وتوسع أوعية غار المعدة.[6]
- تم الاشتباه بأمراض النسيج الضام كسبب في بعض الحالات.[7]
- قد يكون للمناعة الذاتية علاقة بهذا المرض،[8] حيث أن 25٪ من جميع مرضى التصلب الذين لديهم واسم معين من مضاد-الحمض النووي الريبوزي (Anti-RNA) يعانون من توسع أوعية غار المعدة.[9] اشتبه بـمضاد RNA كسبب أو كواسم منذ عام 1996 على الأقل.[8]
- قد تشير مستويات الغاسترين إلى وجود علاقة هرمونية بالمرض.[6]

## الأمراض المرافقة

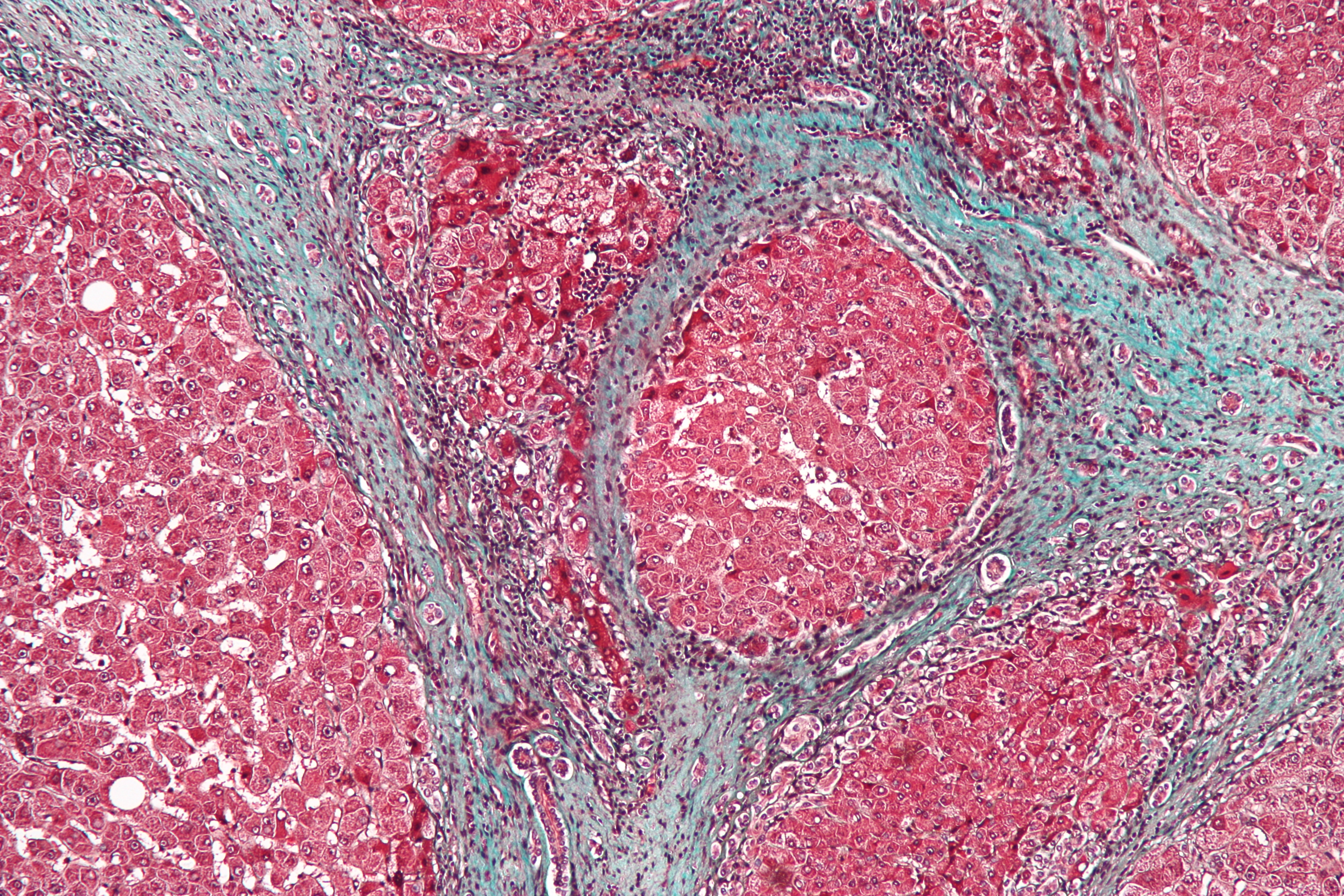
صورة مجهرية تظهر تشمع الكبد، وهي حالة غالباً ما تسبق اعتلال الدماغ الكبدي.
تلوين ثلاثي الألوان.

- يرتبط توسع أوعية غار المعدة بعدد من الأمراض، منها فرط توتر وريد الباب، الفشل الكلوي المزمن، والداء الوعائي الكولاجيني.[2][10][11]
- كما تترافق المعدة البطيخية خاصة مع تصلب الجلد،[2][12][13][14] وخاصة النوع الفرعي المعروف باسم التصلب المجموعي.[2][9] 5.7٪ من الأشخاص المصابين بالتصلب لديهم توسع أوعية غار المعدة، و25٪ من جميع مرضى التصلب الذين لديهم واسم معين من مضاد-RNA بوليمراز لديهم توسع أوعية غار المعدة.[9] في الحقيقة:

- إن المظهر التنظيري لـتوسع أوعية غار المعدة يشبه الاعتلال المعدي التالي لارتفاع توتر وريد الباب، ولكنه ليس نفس الحالة. وقد تكون الحالة متزامنة مع تشمع الكبد.[2][6][15][16] حيث وجد أن 30٪ من المرضى لديهم تشمع كبد مرتبط بـتوسع أوعية غار المعدة.[6]
- ارتبطت متلازمة جوغرن بمريض واحد على الأقل.[17]

- تم الإبلاغ عن أول حالة للمعثكلة المنتبذة مرتبطة بالمعدة البطيخية عام 2010.[4]

- قد يكون لدى مرضى توسع أوعية غار المعدة مستويات مرتفعة من الغاسترين.[6]

- ذكر مركز المعلومات للأمراض الوراثية والنادرة (GARD) أن فقر الدم الخبيث هو أحد الحالات المرتبطة بتوسع أوعية غار المعدة،[18] وأظهرت دراسة منفصلة أن أكثر من ثلاثة أرباع المرضى في الدراسة كان لديهم عوز فيتامين B12 بما في ذلك الحالات المرتبطة بفقر الدم الخبيث.[19]

- قد تحدث نفوذية معوية والتهاب الرتوج عند بعض مرضى توسع أوعية غار المعدة.

## الآلية الإمراضية
يتميز توسع أوعية غار المعدة بشعيرات متوسعة في الصفيحة المخصوصة مع خثرات ليفين. التشخيص التفريقي نسيجياً هو فرط توتر وريد الباب، حيث يمكن تمييزه غالباً عبر موجودات سريرية.
أظهرت الأبحاث عام 2010 أن الأجسام المضادة أنتي-رنا بوليميرازIII يمكن استخدامها كعامل خطر لـتوسع أوعية غار المعدة في مرضى التصلب المجموعي.

## التشخيص

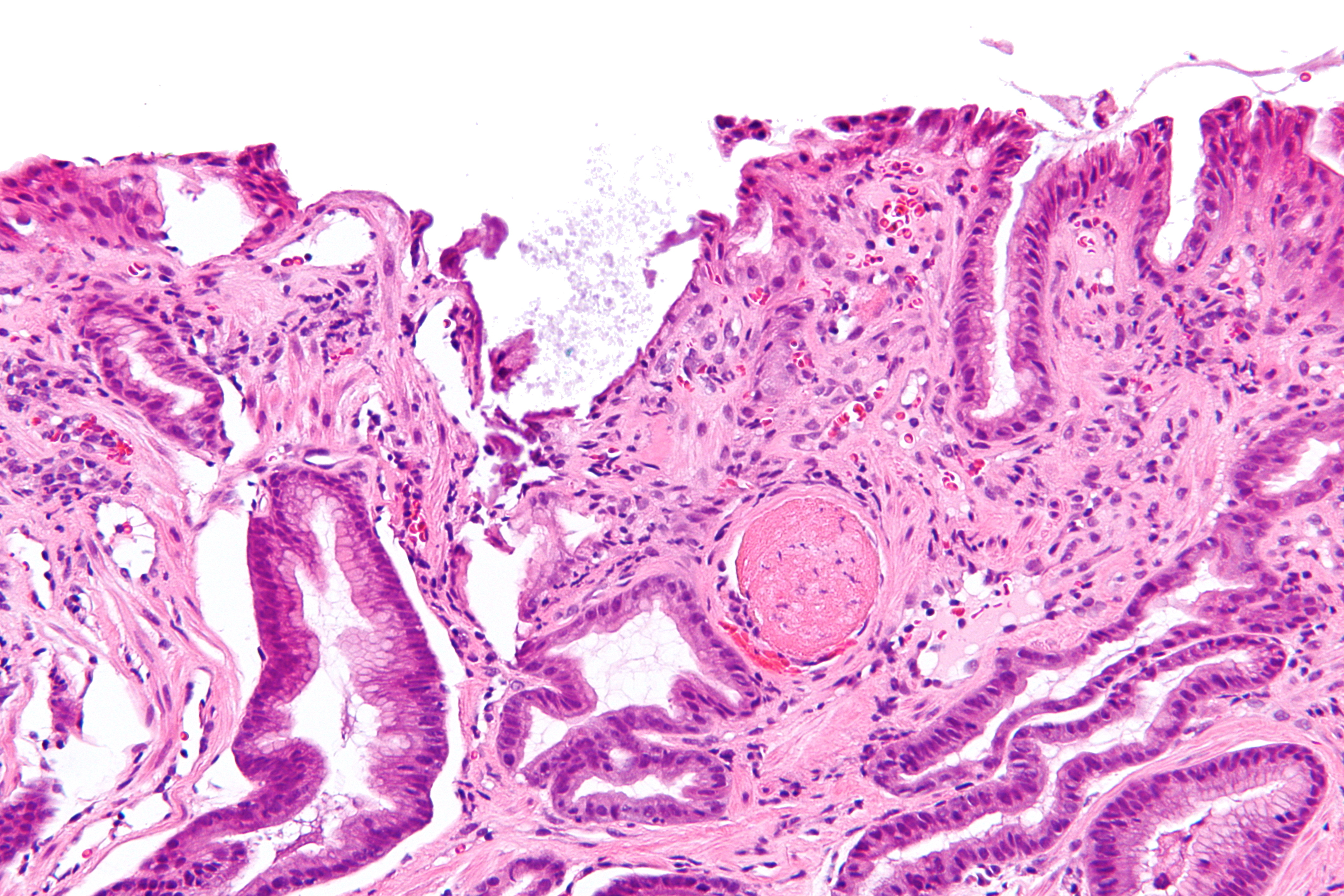
خزعة معدة.صورة مجهرية لتوسع أوعية غار المعدة. تظهر خثرة ليفين كروية كبيرة يوزينية (أي زهرية اللون) بالقرب من مركز الصورة.
صبغة الهيماتوكسيلين والأيوزين.

عادةً ما يتم تشخيص توسع أوعية غار المعدة بشكل قطعي عن طريق أخذ خزعة بالمنظار. كما تظهر الخطوط الشبيهة بالبطيخ أثناء التنظير الهضمي.
قد تكون هناك حاجة إلى فتح بطن استقصائي لتشخيص بعض الحالات، خاصةً إذا كان الكبد أو أعضاء أخرى مصابة.

## التشخيص التفريقي
يؤدي توسع أوعية غار المعدة إلى نزف مشابه لقرحة العفج وفرط توتر وريد الباب. نزف الجهاز الهضمي قد يؤدي إلى فقر الدم. غالباً ما يتم إهمال النزف، والذي قد يكون أكثر شيوعاً في المرضى المسنين. ومع ذلك، شوهدت حالات عند مريضات بعمر 26 سنة.
المعدة البطيخية لها مسببات مختلفة، ويجب تفريقها عن ارتفاع توتر وريد الباب. في الواقع، تشمع الكبد وفرط توتر وريد الباب قد لا يكونا موجودين في مرضى توسع أوعية غار المعدة. التشخيص التفريقي مهم لأن العلاجات مختلفة.

## العلاج
يمكن تصنيف العلاج إلى تنظيري، جراحي، ودوائي.

### العلاج التنظيري
يتم تدبير توسع أوعية غار المعدة عادةً عبر التنظير الهضمي، من خلال تخثير البلازما بالأرغون والكاوي الكهربائي. بما أن التنظير الهضمي باستخدام التخثير الضوئي بالأرغون هو «فعال عادة»، فإن الجراحة «غير مطلوبة عادة». العلاج بالتخثير جيد التحمل لكنه «يميل إلى تحريض النز والنزف». «التنظير مع الاستئصال الحراري» هو العلاج الطبي المفضل لأن أعراضه الجانبية قليلة وكذلك نسبة وفياته، ولكنه «نادراً ما يكون شافياً».

### العلاج الجراحي
العلاج الجراحي نهائي ولكن نادراً ما يتم إجراؤه حالياً لتوفر خيارات علاجية متنوعة أخرى.
تتضمن الجراحة استئصال جزء من القسم السفلي للمعدة، وتسمى أيضاً استئصال الغار، وهي إحدى الخيارات العلاجية. استئصال الغار هو «القطع، أو الإزالة الجراحية، لجزء من المعدة يعرف باسم الغار». يمكن إجراء الجراحة التنظيرية في بعض الحالات، واعتباراً من عام 2003، كان «أسلوباً جديداً لمعالجة المعدة البطيخية».
العلاج الذي يستخدم في بعض الأحيان هو الربط عبر المنظار.
في عام 2010، أجرى فريق من الجراحين اليابانيين «عملية استئصال جديدة بالمنظار». أدت العملية التجريبية إلى «عدم وجود مضاعفات».
النكس ممكن، حتى بعد العلاج بواسطة تخثير البلازما بالأرغون والبروجسترون.
يستخدم استئصال الغار أو الجراحات الأخرى كحل أخير لـتوسع أوعية غار المعدة.

### العلاج الدوائي
علاج الأعراض يشمل مكملات الحديد ونقل الدم لحالات فقر الدم الشديد، وقد تحسن مثبطات مضخة البروتون من التهاب المعدة المزمن وتقلل التآكلات التي تتواجد بشكل شائع في الخزعة.
شملت العلاجات الدوائية الأخرى على العلاج بالاستروجين والبروجسترون، الكورتيكوستيروئيدات فعالة، لكن «استخدامها محدود بسبب آثارها الجانبية».

## علاج الحالات المرضية المرافقة
يتم استخدام التحويلة البابية الجهازية داخل الكبد عبر الوداجي (TIPS أو TIPSS) في علاج فرط توتر وريد الباب عند وجوده كحالة مرافقة. لسوء الحظ، فإن التحويلة البابية الجهازية داخل الكبد عبر الوداجي، التي اُستخدمت لحالات مشابهة، قد تسبب أو تفاقم الاعتلال الدماغي الكبدي. يحدث الاعتلال الدماغي (المرتبط بالتحويلة البابية الجهازية داخل الكبد عبر الوداجي) في حوالي 30٪ من الحالات، مع ارتفاع خطر الإصابة عند: المصابين بنوبات سابقة من اعتلال الدماغ، تقدم العمر، الإناث، وأمراض الكبد لأسباب أخرى غير الكحول. المريض، مع طبيبه وعائلته، يجب أن يقارنوا بين فائدة الحد من النزف الذي تؤمنه التحويلة مع الخطر الكبير لاعتلال الدماغ. في تحليل تلوي تضمن 22 دراسة أظهر أن التحويلات المختلفة هي علاج فعال للحد من النزف، ومع ذلك لا تزيد من مدة البقاء.

في حال وجود تشمع الكبد الذي يتطور إلى فشل كبدي، عندئذ يمكن وصف لاكتولوز للحد من الاعتلال الدماغي الكبدي، خاصة للإعتلال الدماغي من النوع C مع مرض السكري. أيضاً، يمكن استخدام «المضادات الحيوية مثل نيومايسين، ميترونيدازول، وريفاكسيمين» بشكل فعال لعلاج اعتلال الدماغ عن طريق القضاء على البكتيريا المنتجة للنيتروجين في القناة الهضمية.

البزل، هو إجراء طبي يشمل تصريف السوائل من تجاويف الجسم بواسطة إبرة، يمكن استخدامه لإزالة السوائل من جوف البريتوان في البطن لمثل هذه الحالات. يستخدم هذا الإجراء إبرة كبيرة، تشبه المستخدمة للبزل الأمنيوسي المعروف.

## الوبائيات
- متوسط العمر لتشخيص توسع أوعية غار المعدة هو 73 سنة بالنسبة للإناث،[3][7] و 68 للذكور.[2] ولكن وجد مرضى في الثلاثينات من عمرهم مصابين بالمرض.[6]
- نسبة إصابة الإناث حوالي ضعفين نسبة إصابة الذكور.[2][7] حيث يتم تشخيص 71٪ من جميع حالات توسع أوعية غار المعدة عند الإناث.[3][7] ويصبح أكثر شيوعاً في الإناث بعمر الثمانينات، مرتفعاً في هذا العمر إلى 4٪ من جميع أمراض القناة الهضمية.[10]
- إن 5.7٪ من جميع مرضى التصلب (و 25٪ من أولئك الذين لديهم واسم معين من مضاد-RNA) لديهم توسع أوعية غار المعدة.[9]